# Hugh H. Genoways
Hugh Howard Genoways (* 24. Dezember 1940 in Scottsbluff, Nebraska) ist ein US-amerikanischer Mammaloge, Systembiologe und Hochschullehrer.

## Leben
Genoways ist der Sohn von Theodore Thompson und Sarah Louise Genoways, geborene Beales. Nach dem Abschluss zum Bachelor of Arts am Hastings College in Nebraska im Jahr 1963 absolvierte er 1964 mit der Förderung eines Fulbright-Stipendiums ein Postgraduiertenjahr an der University of Western Australia. 1963 heiratete er Joyce Elaine Cox. Aus dieser Ehe gingen ein Sohn und eine Tochter hervor. 1971 wurde er mit der Dissertation Systematics and evolution of the spiny pocket mice of the genus Liomys zum Ph.D. an der University of Kansas in Lawrence promoviert. Von 1971 bis 1972 war er Forschungsassistent am Museum of Texas Tech University. 1972 wurde Genoways Kurator für Säugetiere am Museum of Texas Tech University. Von 1973 bis 1976 war er außerordentlicher Lehrbeauftragter sowohl an der Fakultät für Biowissenschaften als auch an der School of Medicine und von 1975 bis 1976 stellvertretender Koordinator für die Forschung des Museums. Genoways war auch bei der Einrichtung des Museumsforschungsprogramm an der Texas Tech University aktiv und wurde 1974 Dozent. Er betreute 16 Masterstudenten im Museumsforschungsprogramm während seiner fünfjährigen Zusammenarbeit mit der Texas Tech University. Genoways ist seit 1999 wissenschaftlicher Mitarbeiter des Natural Science Research Laboratory (NSRL). Von 1974 bis 1978 war er Redaktionsleiter beim Journal of Mammalogy. Von 1975 bis 1976 war er Redakteur bei der Zeitschrift Museology der Texas Tech University. 1976 wurde Genoways als Kurator für Säugetiere am Carnegie Museum of Natural History in Pittsburgh eingestellt. 1986 wurde er Direktor des University of Nebraska State Museum und diente in dieser Position bis 1994. 1994 wurde er Vorsitzender des Museumsforschungsprogramms und Professor für Museumsforschung an der University of Nebraska-Lincoln, eine Position, die er bis 2006 innehatte. Von Juni 2006 bis März 2016 blieb er der University of Nebraska-Lincoln als Professor emeritus verbunden.
Genoways war von 1984 bis 1985 Präsident der Southwestern Association of Naturalists und von 1984 bis 1986 Präsident der American Society of Mammalogists (ASM).
Seine Forschungsinteressen umfassen die Systematik, Biogeographie und Ökologie der Säugetiere der Neuen Welt, insbesondere der Nagetiere und Fledermäuse. Er hat mehr als 228 wissenschaftliche Arbeiten veröffentlicht und mehrere Bücher geschrieben oder herausgegeben. Hierzu zählen die Werke Bats of Jalisco, Mexico (1972), Systematics and Evolutionary Relationships of Spiny Pocket Mice, Genus Liomys (1973), Supplies and Suppliers for Vertebrate Collections (1976), Systematists, other users and uses of North American Collections of Recent Mammals (1976), Mammalian biology in South America : a symposium held at the Pymatuning Laboratory of Ecology, May 10–14, 1981 (1982), Current Mammalogy Band 1 (1987), Current Mammalogy Band 2 (1990), Museum philosophy for the twenty-first century (2006) und Museum origins: readings in early museum history and philosophy (2008).
Genoways war an den Erstbeschreibungen zu Reithrodontomys paradoxus, Molossops neglectus, Lophostoma schulzi, Heteromys spectabilis, Geomys knoxjonesi, Eptesicus guadeloupensis, Cynomops mexicanus, Chiroderma improvisum, Rhogeessa hussoni und Ancenycteris rasmusseni beteiligt.

## Ehrungen und Dedikationsnamen
1987 erhielt Genoways den C. Hart Merriam Award der American Society of Mammalogists. 2002 wurde er zum Ehrenmitglied der ASM ernannt. Im Jahr 2004 erhielt Genoways den H. H. T. Jackson Award der American Society of Mammalogists als Anerkennung für seinen herausragenden Verdienste für die Gesellschaft. Robert J. Baker benannte im Jahr 1984 die Fledermausart Rhogeessa genowaysi zu Ehren von Genoways.